# Margarete von Kunheim
Margarete von Kunheim (née Margaretha Luther le 17 décembre 1534 à Wittemberg et morte en 1570 à Mohrungen, duché de Prusse) est la plus jeune des filles de Martin Luther et Catherine de Bore. Avec son époux, elle est à l'origine d'une famille nombreuse avec une descendance à l'époque contemporaine.

## Biographie
Georg von Kunheim l'Ancien (de) (1480-1543), gouverneur de Tapiau, conseiller du margrave Albrecht de Prusse, entend favoriser la conversion du pays au luthéranisme. Après sa mort, Albrecht s'occupe de l'éducation de son fils, Georg von Kunheim (en) dit le Jeune (1532-1611). Avec une recommandation à Philippe Mélanchthon, il l'envoie en 1550 étudier le droit à l'université de Wittenberg. Georg y rencontre Margarete Luther, la plus jeune fille de Martin Luther qui, après la mort de sa mère Catherine de Bore, a grandi avec son tuteur Philipp Melanchthon.
Georg et Margarete se fiancent en 1554 et se marient le 5 août 1555 à Knauten près de Preussisch Eylau. Les tuteurs de Georg et le margrave Albrecht refusent d'approuver cette union qui pour eux n'est pas conforme au rang de Georg. Le couple a quatre fils et cinq filles, dont seulement Margarete (1559-1592), Volmar (* 1564) et Anne arrivent à l'âge adulte. Melanchthon parvient finalement à faire changer d'avis le margrave Albrecht. Après 15 années de mariage, Margarete meurt à l'âge de 36 ans. Elle repose avec cinq de ses enfants dans la crypte de l'église du village de Mühlhausen.
La naissance de Margarete aurait inspiré à Luther le choral Vom Himmel hoch, da komm ich her (de) (Du haut du ciel, je viens vers vous).